# Syncopy Films

Syncopy Films is een Brits filmproductiebedrijf, in 2001 opgericht door regisseur, schrijver en producent Christopher Nolan en Emma Thomas. De naam verwijst naar de medische term voor flauwvallen.

## Films
- Following (1998)
- Memento (2001)
- Batman Begins (2005)
- The Prestige (2006)
- The Dark Knight (2008)
- Inception (2010)
- The Dark Knight Rises (2012)
- Man of Steel (2013)
- Interstellar (2014)
- Dunkirk (2017)
- Tenet (2020)
- Oppenheimer (2023)
- The Odyssey (Verwacht: 2026)